# ستان كريغ
ستان كريغ (بالإنجليزية: Stan Greig)‏ هو عازف بيانو بريطاني، ولد في 12 أغسطس 1930، وتوفي في 18 نوفمبر 2012 بسبب مرض باركنسون.

## وصلات خارجية
- ستان كريغ على موقع ميوزك برينز (الإنجليزية)
- ستان كريغ على موقع ديسكوغز (الإنجليزية)